# ブルドッグ (駆逐艦・2代)
|          |                                                                             |
| 艦歴     |                                                                             |
| 発注     | 1929年3月22日                                                               |
| 起工     | 1929年8月10日                                                               |
| 進水     | 1930年12月6日                                                               |
| 就役     | 1931年4月8日                                                                |
| 退役     | 1945年5月27日                                                               |
| 性能諸元 |                                                                             |
| 排水量   | 基準 1,360トン、満載 1,790トン                                              |
| 全長     | 98.5 m (323 ft)                                                             |
| 全幅     | 9.83 m (32.3 ft)                                                            |
| 吃水     | 3.7 m (12.3 ft)                                                             |
| 機関     | アドミラリティ・ボイラー3基、パーソンズ式蒸気タービン2基2軸推進、34,000 shp |
| 最大速   | 35ノット (65 km/h)                                                          |
| 航続距離 | 4,800カイリ（15ノット時）                                                   |
| 乗員     | 142名                                                                       |
| 兵装     | 4.7インチ砲4門 2ポンド対空砲2門 21インチ魚雷発射管8門                       |

ブルドッグ (HMS Bulldog, H91) はイギリス海軍の駆逐艦。B級。
その名を持つ艦としては6隻目。

## 艦歴
就役当初は地中海艦隊に配属されたが、1936年に本国艦隊に移った。1936年から1939年のスペイン内戦中、「ブルドッグ」はスペインの海域において、イギリスとフランスによって共和国軍・国民党軍双方に課された武器禁輸措置の任務に就いた。
「ブルドッグ」は第二次世界大戦中、大西洋の戦いと北極圏における護送船団の護衛任務に従事した。
「ブルドッグ」の最も注目すべき功績は、1941年にドイツ潜水艦「U110」から無傷の状態で暗号機エニグマを捕獲し、1944年に別のドイツの潜水艦を沈めたことであった。
チャネル諸島のドイツの守備隊降伏の際には、1945年5月9日に「ブルドッグ」艦内において署名された。
「ブルドッグ」は戦後1945年5月27日に退役し、1946年に解体された。